# La Clémence de Scipion

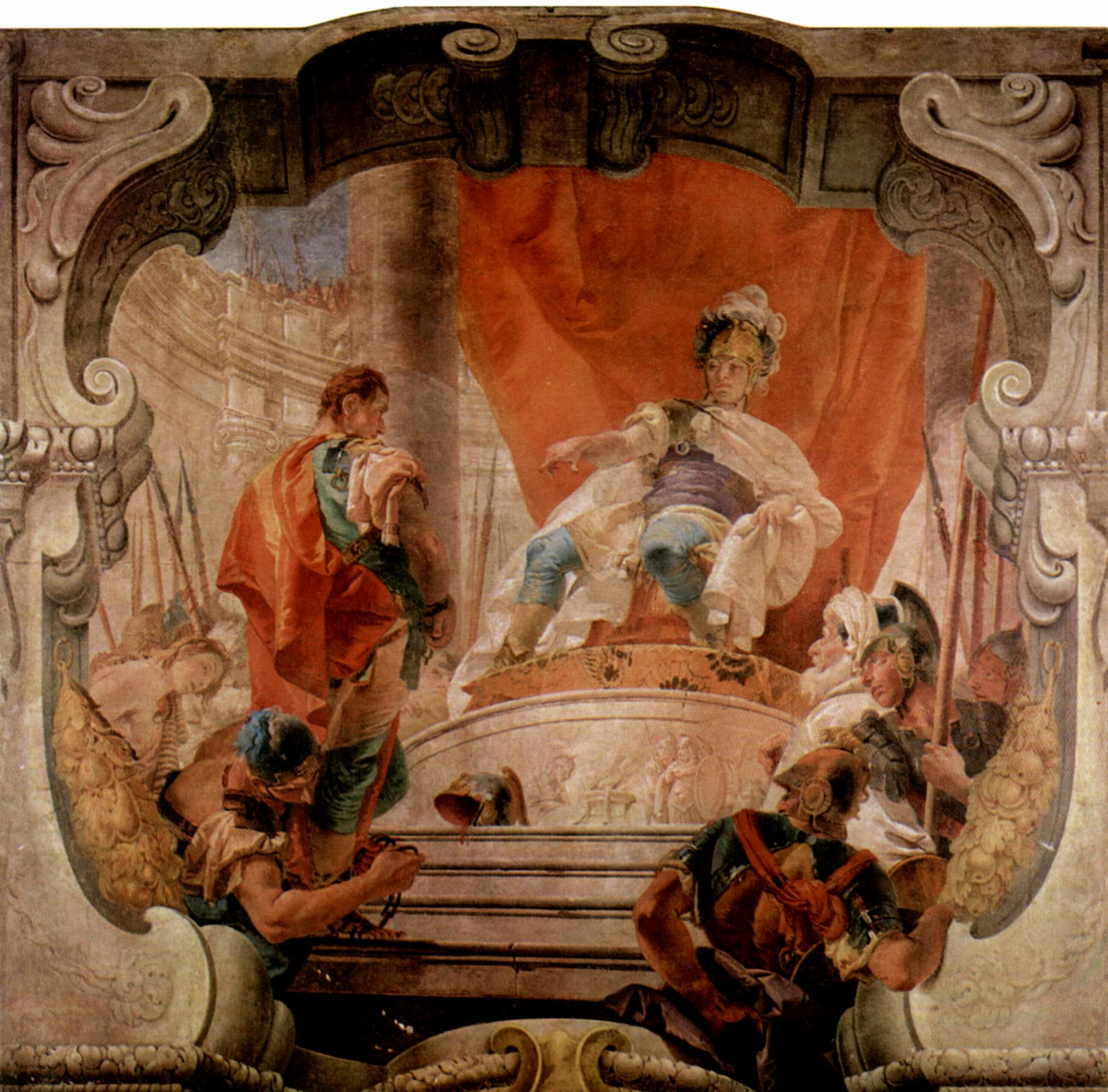
La Clémence de Scipion. Fresque de Giambattista Tiepolo à Rome au Palazzo Dugnani.

La Clémence de Scipion, appelé aussi La Continence de Scipion, est l'histoire légendaire et mythique de la prise de la cité de Qart Hadasht (ou Nouvelle Carthage, aujourd'hui Carthagène en Espagne) par le général romain Scipion l'Africain, qui est devenu l'un des thèmes préférés de la poésie, de la littérature, de la sculpture et de l'opéra durant la Renaissance et le baroque.

## La Clémence de Scipion
Le plus ancien récit de la prise de Qart Hadasht (209 av. J.-C.) qui nous soit parvenu est le récit de Polybe, historien du début du Ier siècle av. J.-C.. L'histoire légendaire de la continence de Scipion à l'issue de la bataille s'est développée dans la littérature latine d'abord, avec des conséquences sur les textes littéraires au VIe siècle, puis sur la peinture et l’iconographie à partir de la Renaissance jusqu'au XIXe siècle.
S'appuyant sur le récit de Polybe, Tite-Live propose une nouvelle version près d'un siècle plus tard dans son Histoire romaine. Le récit est remarquablement agrandi et enrichi par rapport à l'original : après la prise de la ville sous le commandement de Scipion l'Africain, quelques soldats romains présentent à leur général une jeune princesse d'une exceptionnelle beauté qu'ils viennent de capturer. La jeune fille est destinée à devenir la captive de Scipion. Mais elle était promise à Allutius (ou Allucius), prince celtibère et un des notables de la ville. Le père de la princesse se présente alors à Scipion : il apporte une rançon pour la liberté de sa fille. Scipion, malgré sa jeunesse et son désir, malgré le droit de la guerre, donne l'ordre de la rendre à son père et de consigner la rançon comme dot pour les noces.
Le geste de Scipion n'était sans doute pas dénué de calcul politique : il s'agissait de détacher les Celtibères de leur alliance avec les Carthaginois. Mais le récit de Tite-Live se présente avant tout comme un exemplum virtutis, une leçon sur le triomphe de la vertu. Après avoir triomphé au combat, Scipion triomphe de lui-même et de son propre désir. La figure de Publius Cornelius Scipion en sort pour ainsi dire déifiée, et l'épisode est présenté comme celui de la conversion du chef militaire en un modèle de vertu pour les Romains.

## Dans la peinture

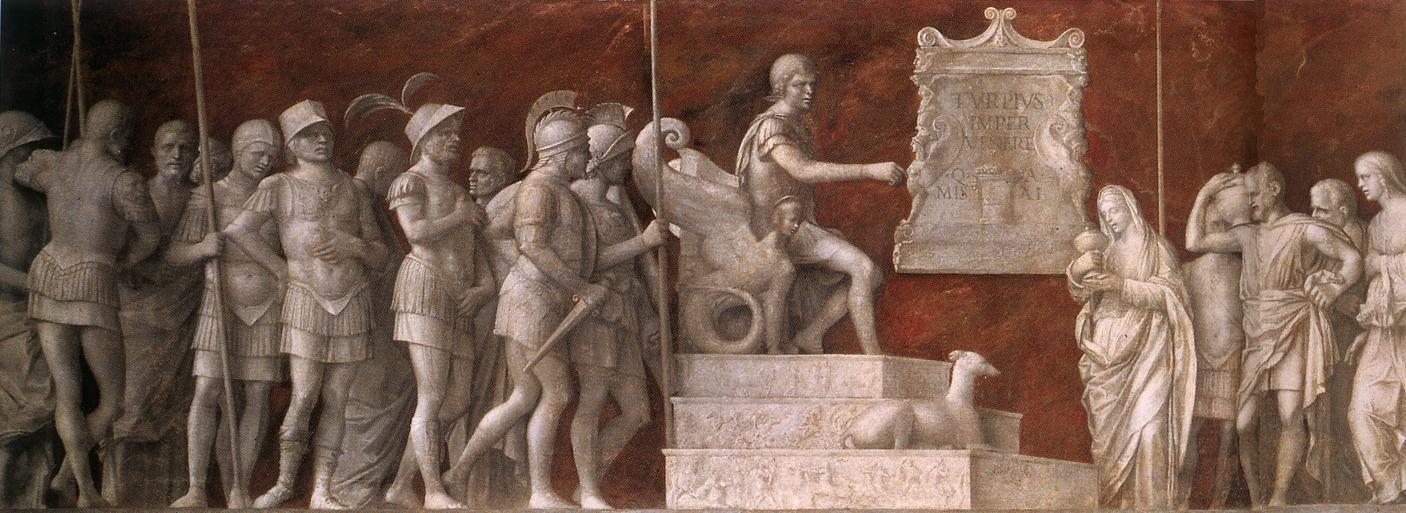
La Clémence de Scipion (1505)
Giovanni Bellini
Washington

Les exemples de peintures qui représentent ce thème sont nombreux. Ainsi, on a :
- une série de tapisseries du XVe siècle du palais royal de Madrid ;
- une table du peintre italien Pinturicchio au XVe siècle ;
- La Clémence de Scipion, un grand tableau de Giovanni Bellini en 1505 ;
- La Continence de Scipion (v. 1555, Louvre) par Nicolò dell'Abbate.
- deux peintures du Flamand Antoine van Dyck au XVIIe siècle ;
- deux autres des Français Nicolas Poussin (La Continence de Scipion) au XVIIe siècle conservée au musée du Louvre à Paris et François Lemoyne (La Continence de Scipion) au musée des Beaux-Arts de Nancy ;
- Le thème de la La Continence de Scipion est traité à deux reprises par le peintre italien Giovanni Battista Pittoni au XVIIIe siècle. Ils sont conservées au Musée du Louvre[3] et la Résidence de Wurtzbourg[4]. Il a dans les deux cas pour pendant celui du Sacrifice de Polyxène.
- pour finir, un grand tableau du Vénitien Tiepolo au XVIIIe siècle conservée au musée du Prado et une série de fresques du même auteur conservée à la villa Cordellina (it) de Vicence.

La Continence de Scipion dans l’art
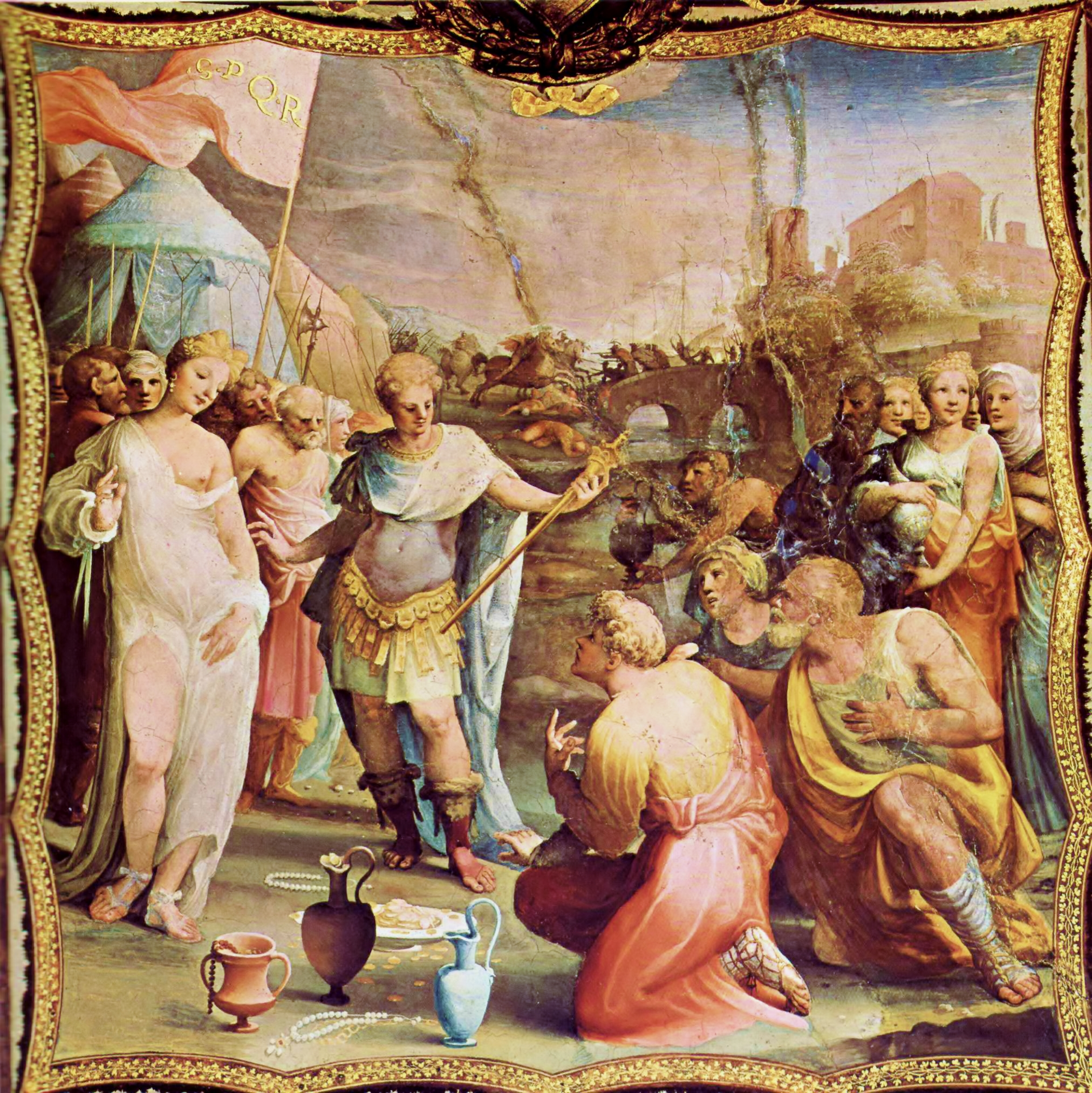
La Clémence de Scipion (1524) Domenico Beccafumi Palazzo Bindi Segardi, Sienne
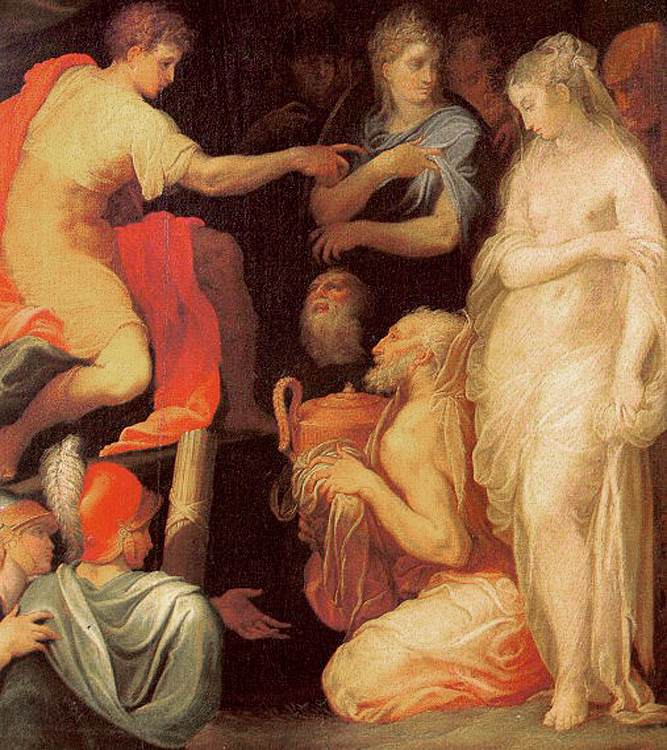
La Continence de Scipion (vers 1555) Nicolò dell'Abbate Musée du Louvre
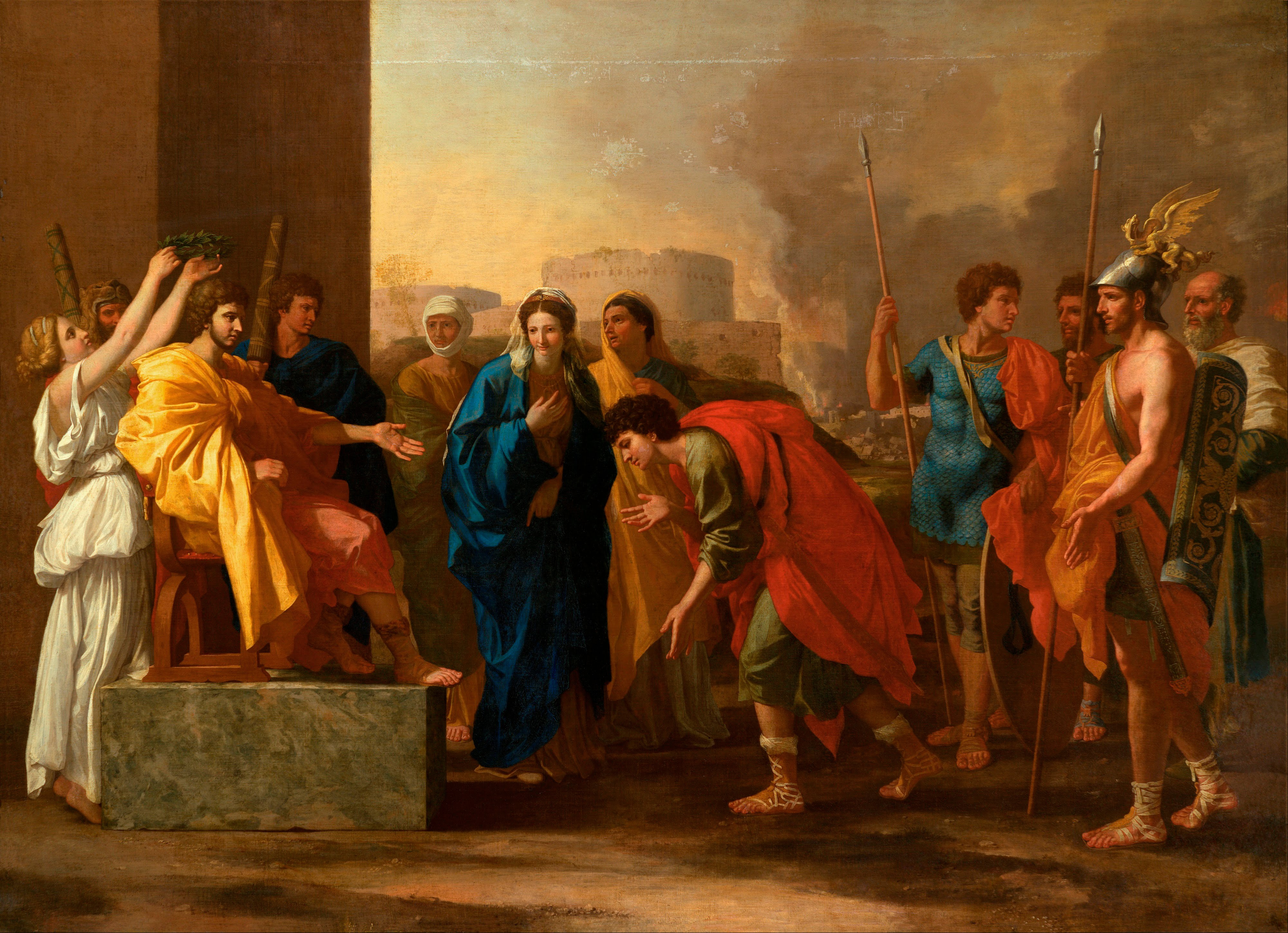
La Clémence de Scipion, 1640 Nicolas Poussin musée Pouchkine, Moscou
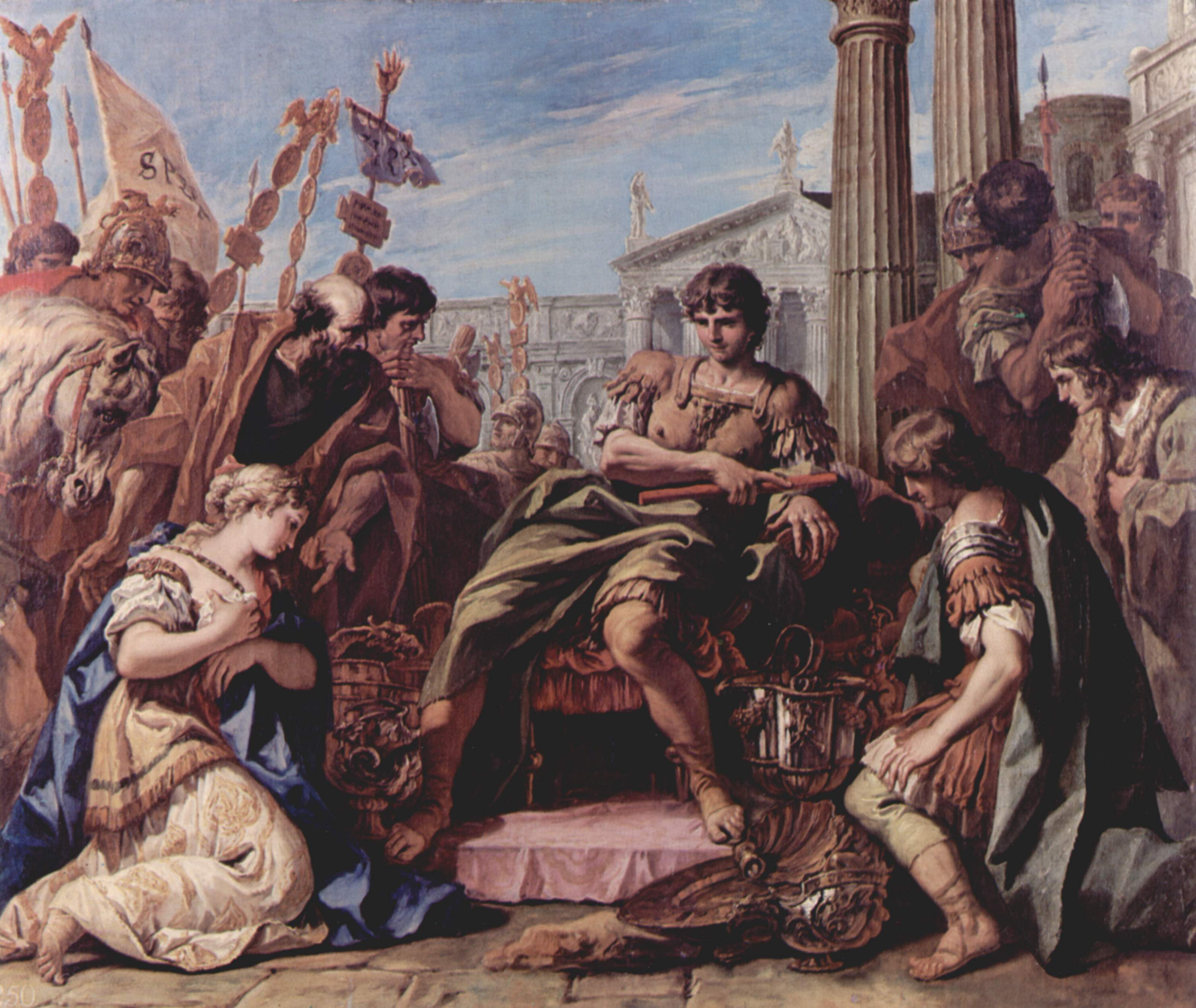
La Clémence de Scipion (1705) Sebastiano Ricci Royal Collection, Londres
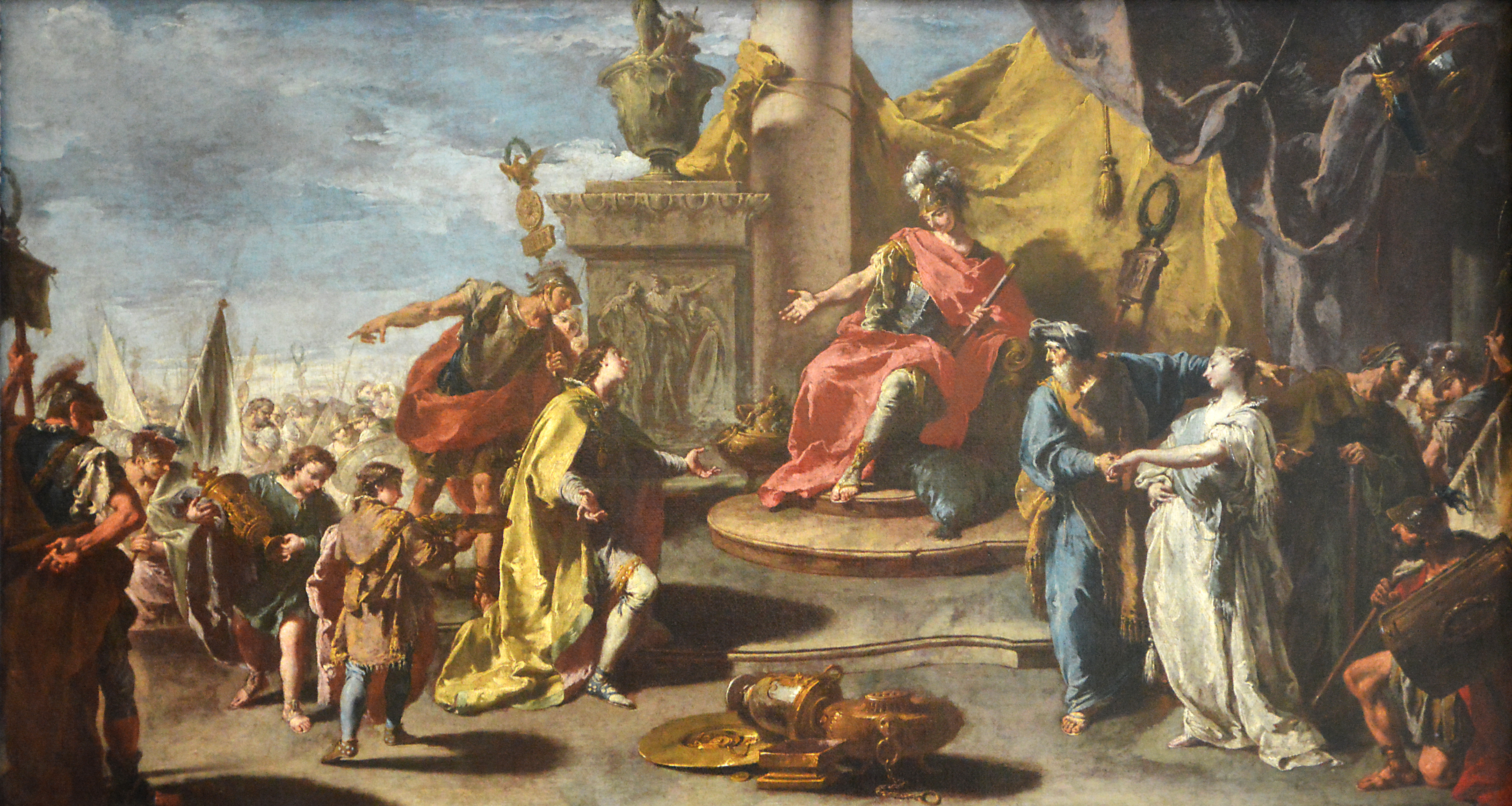
La Continence de Scipion (1733) Giambattista Pittoni, Musée du Louvre
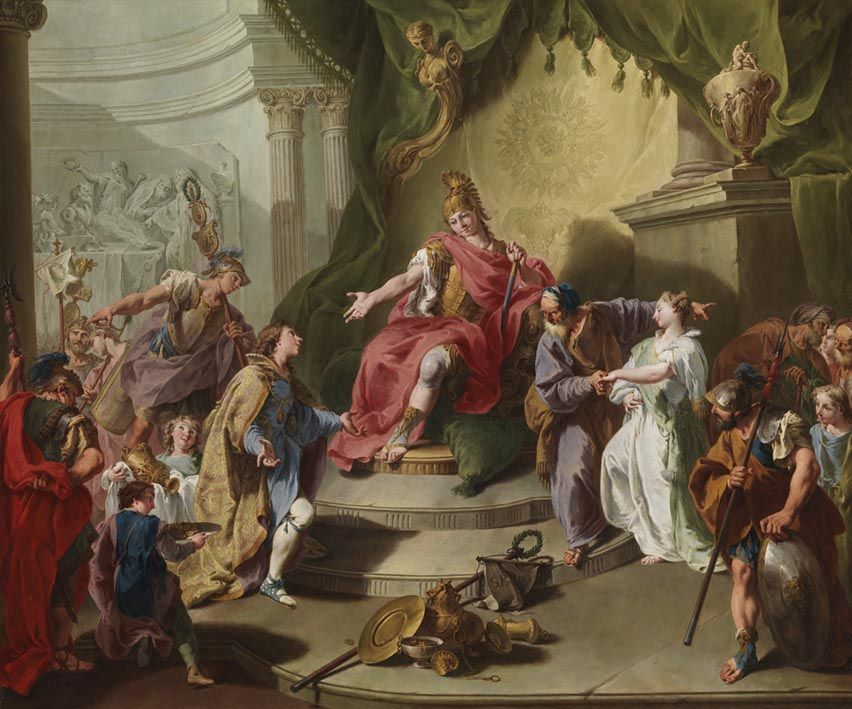
La Magnanimité de Scipion (1737) Giambattista Pittoni Résidence de Wurtzbourg

## Dans l'opéra
Ce thème de La Continence de Scipion a émergé, comme presque tous les opéras historiques, à Venise et a inspiré, au moins dix neuf opéras entre 1664 et 1815. Les opéras sur le thème de Carthago Nova ont été publiés pour l'ensemble de l'Italie (Venise, Rome, Naples, Florence, Ferrare, Milan…), et à Londres. L'histoire de Scipion est également vue en Allemagne et en Autriche, et même à la cour des Tsars à Saint-Pétersbourg.
Quelques exemples :
- Scipione Africano de Francesco Cavalli. Livret de Nicolò Minato. Paru au théâtre de Los Santos Giovanni e Paolo de Venise en 1664. Renouvelé à Ancône en 1666, Naples en 1667, Ferrare et Florence en 1669, Bologne en 1670 et Rome en 1671.
- Scipione nelle Spagne de Alessandro Scarlatti. Livret de Apostolo Zeno, théâtre de San Bartolomeo de Naples en 1714.
- Scipione nelle Spagne de Antonio Caldara. Livret de Apostolo Zeno, théâtre de Vienne en 1714.
- Scipione nelle Spagne de Tomaso Albinoni. Livret de Apostolo Zeno, théâtre de San Samuele de Venise en 1724.
- Scipione de Georg Friedrich Haendel. Livret de Paolo Rolli, King’s Theatre de Londres en 1728. Repris en 1730.
- Scipione in Cartagine Nuova de Geminiano Giacomelli. Livret de Frugoni, Plaisance en 1730.
- Scipio Africanus de Carl Heinrich Graun. Livret attribué à Gottlieb Fiedler. Renouvelé à Brunswick (Allemagne) en 1732.
- Scipione nelle Spagne Giovanni Battista Ferrandini. Livret de Apostolo Zeno, Munich en 1732.
- Scipione nelle Spagne de Carlo Arrigoni. Livret de Apostolo Zeno, Florence en 1739.
- Scipione in Cartagine de Baldassare Galuppi. Livret de Francesco Vanneschi, King’s Theatre de Londres en 1742.
- Scipione nelle Spagne de Baldassare Galuppi. Livret de Agostino Piovene, théâtre de San Angelo à Venise en 1746.
- Scipione de Francesco Domenico Araja. Livret de Bonechi, Saint-Pétersbourg en 1745.
- Scipione nelle Spagne de Ferdinando Bertoni. Livret de Agostino Piovene, Milan en 1768.
- La Clemenza di Scipione de Johann Christian Bach. Livret anonyme, King’s Theatre de Londres en 1776.
- Scipione in Cartagena de Luigi Caruso. Livret de Serafino Bellini, Venise en 1779 et Rome en 1781.
- Scipione Africano de Giuseppe Francesco Bianchi. Livret de Nicolò Minato, Naples en 1786.
- Scipione de Giordano Giordani. Livret de E. Giusti, Rovigo (Italie) en 1788.
- Scipione Africano de Gioacchino Albertini. Livret de Nicolò Minato, Rome en 1789.
- Scipione in Cartagena de Giuseppe Farinelli. Livret de Luigi Andrioli, Turin en 1815.

Haendel a composé l'opéra Scipion sur un Livret de Paolo Rolli en 1726 pour sa première au King's Theatre de Londres. Pour l'occasion, Haendel possédait une distribution de haut niveau : la diva Francesca Cuzzoni, dans le rôle de la princesse Bérénice, et les sopranos castrats rivaux Senesino dans le rôle de Luceius et Antonio Baldi dans celui de Scipion.